# Kaspar Ernst von Knoch
Kaspar Ernst von Knoch (* 7. März 1582 auf Gut Bleckendorf bei Wanzleben; † 30. Dezember 1641 ebenda) war Beamter der Fürstentümer Anhalt-Bernburg und Anhalt-Dessau und Mitglied der Fruchtbringenden Gesellschaft.

## Leben
Kaspar Ernst von Knoch wurde als Sohn von Kaspar von Knoch und dessen Ehefrau Barbara von Holläufer geboren. Nach dem Tod seiner Eltern kam er als Vollwaise in die Familie des Bernburger Kammerrats Kurt von Börstel. Mit fünfzehn Jahren wurde er als Page am Hof von Fürst Christian I. von Anhalt-Bernburg aufgenommen. Von dort aus ging er im April 1601 an die Universität Helmstedt. Schon einige Jahre später ließ er sich anwerben und kämpfte bis 1606 im niederländischen Krieg.  
Nach kurzem Aufenthalt am Hof von Fürst Ludwig I. von Anhalt-Köthen trat er in anhalt-bernburgische Dienste. Hier diente er von 1606 bis 1632 als Amtshauptmann zu Harzgerode und Güntersberge.
Zwischen 1632 und 1636 verwaltete Knoch im Namen des schwedischen Statthalters Fürst Ludwig I. von Anhalt-Köthen die Stifter Magdeburg und Halberstadt. 1639 wurde er als Geheimer Rat an den Anhalt-Dessauer Hof zum Hofmarschall berufen. Als solcher hatte er die Stelle eines Amtshauptmanns in Sandersleben und Freckleben inne.
Knoch heiratete am 31. Oktober 1606 auf Schloss Köthen Magdalena von Börstel († 24. März 1619), eine Tochter des Kurt von Börstels. Mit ihr hatte er vier Töchter und fünf Söhne, darunter: Hans Ludwig von Knoch und Christian Ernst von Knoch (* 10. Juni 1608), beide wurden wie ihr Vater später Mitglieder in der Fruchtbringenden Gesellschaft.
Nach dem Tod seiner ersten Frau heiratete er am 22. Juli 1627 Elisabeth von Gerstädt. Die Ehe war kinderlos.

## Fruchtbringende Gesellschaft
1620 wurde Knoch durch Fürst Ludwig I. von Anhalt-Köthen in die Fruchtbringende Gesellschaft aufgenommen. Er verlieh diesem den Gesellschaftsnamen der Ausbreitende und das Motto in wirkender Blüet. Als Emblem wurde ihm ein Lindenbaum zugedacht.  Knochs Reimgesetz, mit dem er sich für die Aufnahme bedankt, lautet:
Mein Anfangk, mittel, vndt ende
Stehet alles in Gottes Hende.
Dem thue ich mich gentzlich ergeben
Jm todt, vnd auch im Leben.
Im Köthener Gesellschaftsbuch ist er unter der Nr. 33 verzeichnet.